# Dúdar
Dúdar là một đô thị trong tỉnh Granada, Tây Ban Nha. Theo điều tra dân số 2005 (INE), đô thị này có dân số là 299 người.
37°11′B 3°29′T / 37,183°B 3,483°T